# Minoranza (filosofia)
Minoranza (in francese: minorité) è un concetto filosofico sviluppato da Gilles Deleuze e Félix Guattari nei loro libri Kafka. Per una letteratura minore (1975), Mille piani (1980), oltreché in altri scritti. In questi testi i due pensatori analizzano il concetto di “maggioranza”. Per Deleuze e Guattari il "diventare-minoritario" è innanzitutto un'azione etica, uno dei divenire da cui si è colpiti quando si evita il "divenire-fascista". Sostenevano inoltre che il concetto di "popolo", quando invocato da gruppi subordinati o allineati tra loro, si riferisce sempre a una minoranza, qualunque sia il suo potere numerico.
Per Deleuze e Guattari il “minore” e il “divenire-minoranza” non si riferiscono ai gruppi minoritari descritti nel linguaggio comune. I gruppi minoritari sono definiti da identità e sono quindi configurazioni molari appartenenti alla macchina statale maggioritaria. (Le configurazioni molari sono composte da infinite linee di particelle, cioè linee di divenire.) L'esempio centrale di Deleuze e Guattari qui è Franz Kafka. Kafka non si trova a suo agio né tra gli ebrei di Praga né tra la struttura di potere dominante tedesca e austro-ungarica. Per lui “manca un popolo” e la sua letteratura si propone di evocarlo. Tuttavia, esiste una connessione tra quelle che comunemente vengono chiamate "minoranze" e la concezione del minore e del divenire-minore di Deleuze e Guattari. Se il divenire-minore avviene spesso nel contesto di quelli che vengono comunemente chiamati gruppi minoritari, allora è perché, sostengono Deleuze e Guattari, il divenire-minore è catalizzato dall’esistenza in spazi sociali angusti. Il punto chiave da non perdere è che il divenire-minore non è legato alle identità molari, né è una politica che cerca la rappresentazione o il riconoscimento di tali identità (sebbene Deleuze e Guattari sottolineino che si tratta di ambizioni politiche meritevoli).
L’esempio del patriarcato fornisce un’illustrazione di come viene utilizzato il concetto di “minoranza”: anche se numericamente possono esserci più donne che uomini, nei termini di Deleuze e Guattari, che sono sensibili ai rapporti di potere, gli uomini costituiscono comunque la maggioranza mentre le donne formano una minoranza. Così il concetto di "divenire-minore" converge con quello di "divenire-donna" (come si dice, "tutti devono 'diventare-donna', anche le donne..."), "divenire-animale", "divenire-minore" "divenire-molecolare", il "divenire-impercettibile" e, in definitiva, il "divenire-rivoluzionario". Ogni tipo di divenire affettivo segna una nuova fase di un processo più ampio che Deleuze e Guattari chiamano deterritorializzazione.